# Liczyce
Liczyce (biał. Лічыцы, Liczycy) – wieś na Białorusi, w obwodzie grodzieńskim, w rejonie wołkowyskim, w sielsowiecie Subacze.

## Zabytki[2]
- Cerkiew prawosławna pw. Podwyższenia Krzyża Pańskiego z 1871 roku, świątynia parafii w Kołłątajach[3]
- Ruiny cerkwi Świętej Trójcy z 1642 roku (?)
- Kaplica-mogiła rodziny Grabowskich (XIX w.)
- Dwór
- Cmentarz wojskowy z I wojny światowej

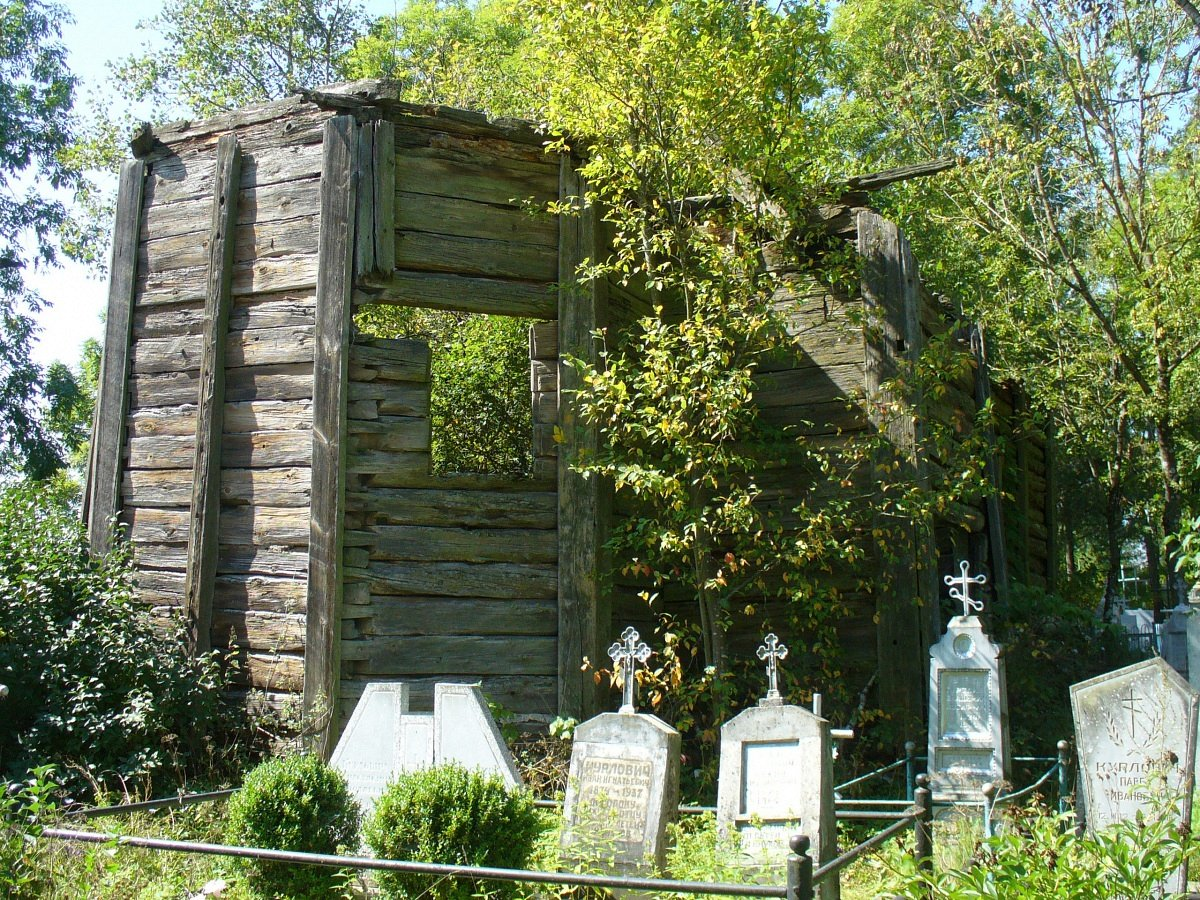
Ruiny cerkwi Św. Trójcy
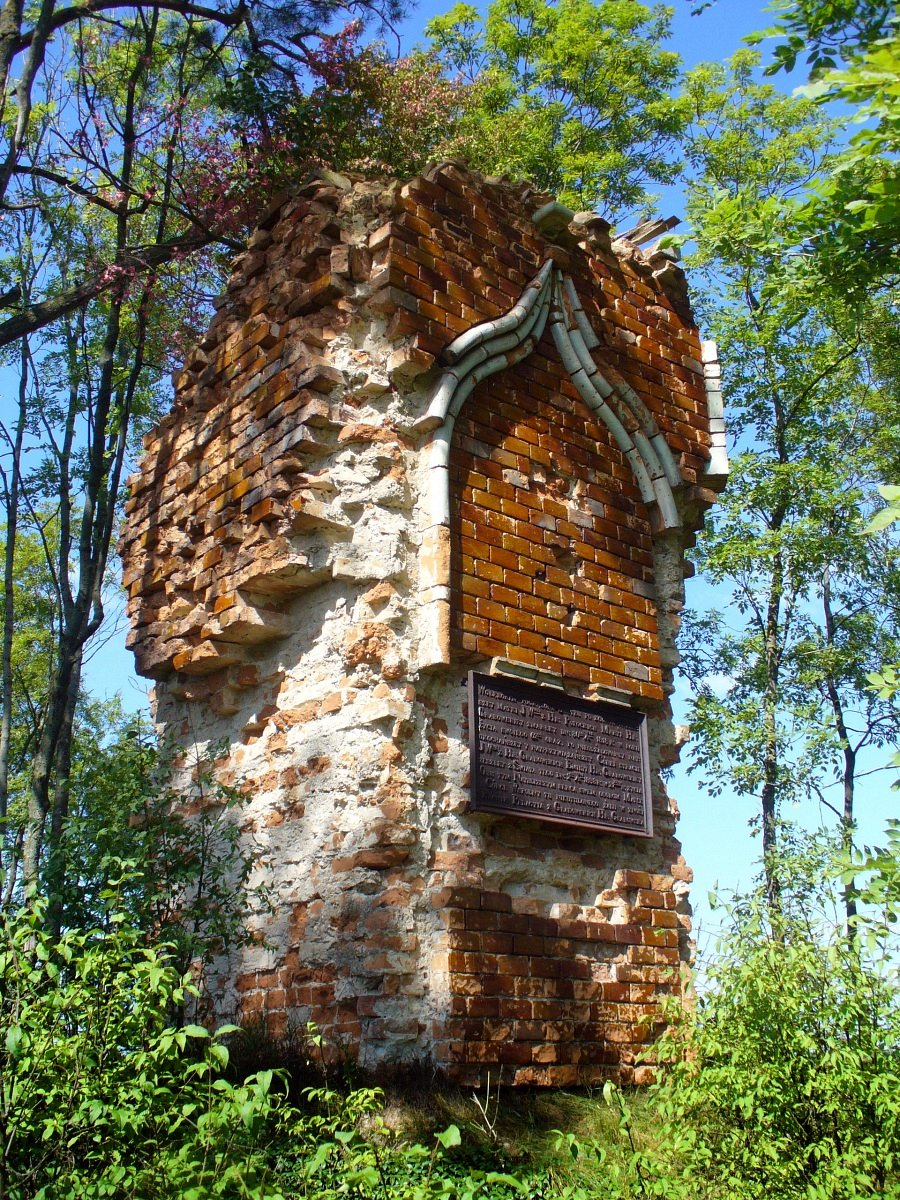
Kaplica-mogiła rodziny Grabowskich
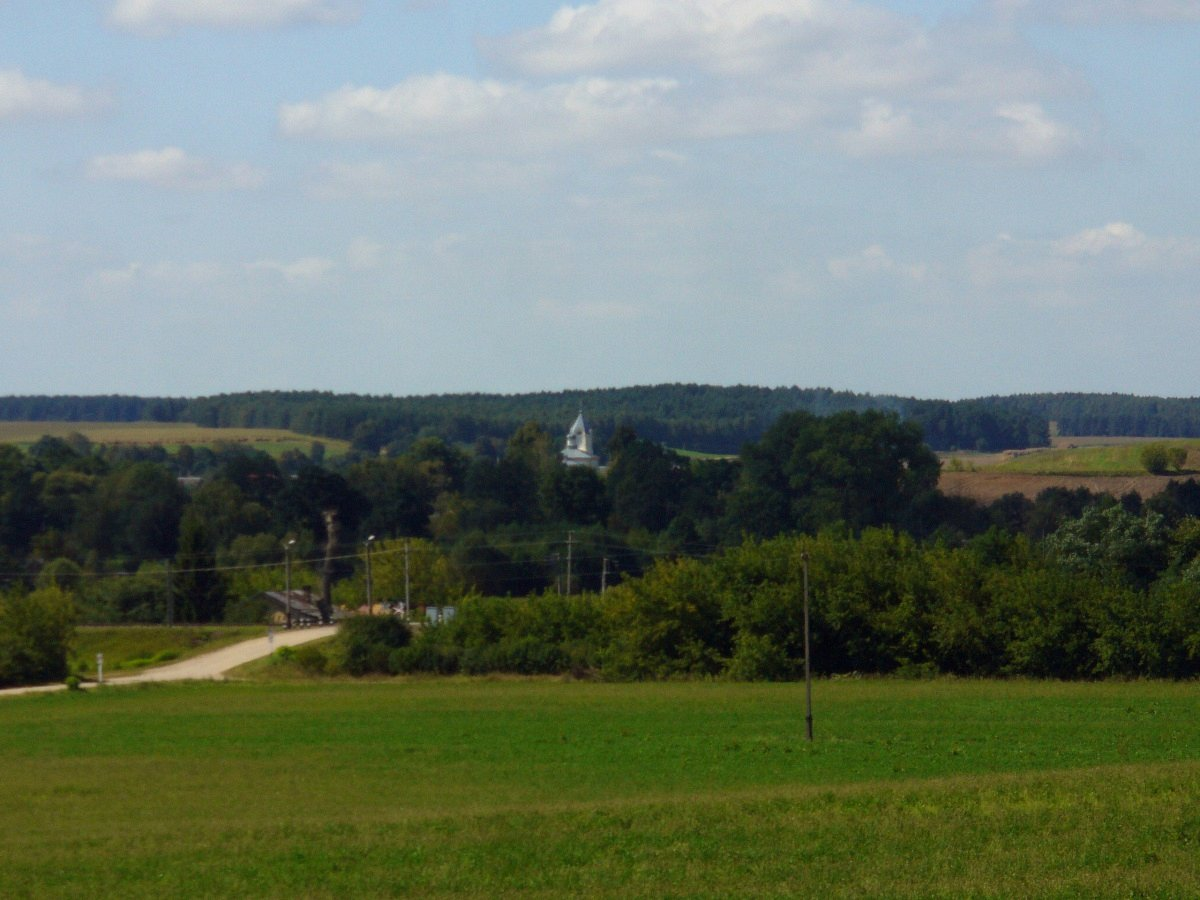
Cerkiew na tle krajobrazu i części wsi